# Кайсара (Параиба)
Кайсара (порт. Caiçara)  —  муниципалитет в Бразилии, входит в штат Параиба. Составная часть мезорегиона Сельскохозяйственный район штата Параиба. Входит в экономико-статистический  микрорегион Гуарабира. Население составляет 7322 человека на 2006 год. Занимает площадь 127,911 км². Плотность населения — 57,2 чел./км².

## Статистика
- Валовой внутренний продукт на 2003 год составляет 14 965 567,00 реалов (данные: Бразильский институт географии и статистики).
- Валовой внутренний продукт на душу населения на 2003 год составляет 2043,64 реалов (данные: Бразильский институт географии и статистики).
- Индекс развития человеческого потенциала на 2000 год составляет 0,576 (данные: Программа развития ООН).